# Рубинер, Фрида Абрамовна
Фрида Абрамовна Ру́бинер (урожд. Ицхоки, нем. Frida Rubiner, псевдонимы: Георг Реберг, Фрида Ланг; 28 апреля 1879, Мариямполе — 22 января 1952, Клайнмахнов) — немецкая коммунистка и писательница. Переводчица трудов русских коммунистов на немецкий язык.
В 1918 году была в числе учредителей Коммунистической партии Германии. В 1911—1920 годах состояла в браке с поэтом-экспрессионистом Людвигом Рубинером. Работала на различных должностях в СССР в 1929—1946 годах. До 1950 года — декан факультета основ марксизма-ленинизма в Высшей партийной школе имени Карла Маркса в Либенвальде.

## Биография
Родилась в семье еврейского служащего, училась в женской гимназии в Ковно, затем выучилась на портниху. В 1899 году поступила на философский факультет Цюрихского университета и изучала литературу, философию и историю. В зимний семестр 1900 года изучала физику в Берлинском университете. В 1903 году защитила диссертацию на тему «Исключительное место тепла среди форм энергии».
В 1906 году Фрида переехала в Берлин, где вступила в Социал-демократическую партию Германии. В 1908 году переехала во Франкфурт-на-Майне, где продолжала активно работать в партии. В том же году познакомилась с поэтом Людвигом Рубинером и в 1911 году вышла за него замуж. Благодаря мужу познакомилась с анархистским театром. Познакомилась с Лениным, который в это время находился в эмиграции в Швейцарии. Вскоре Фрида Рубинер стала помогать мужу с переводами русской литературы, например, Гоголя. Во время войны Фрида вместе с мужем переводила сочинения Толстого. Политически неблагонадёжные супруги, проживавшие в Швейцарии, находились под наблюдением как швейцарских, так и немецких властей.
В конце 1918 года Рубинеры покинули Швейцарию, чтобы избежать выдворения. Некоторое время проживали в Берлине, где Фрида приняла участие в учредительном съезде Компартии Германии и сразу была избрана в ЦК. В 1919 году Фрида Рубинер нелегально прибыла в Москву, чтобы в составе немецкого делегации, возглавляемой Гуго Эберлейном, стать делегатом Первого конгресса Коммунистического интернационала. Впоследствии Фрида принимала участие в создании Мюнхенской советской республики, за что по обвинению в государственной измене была приговорена к заключению в крепости сроком на один год и девять месяцев. Под поручительство ЦК КПГ в 1920 году была освобождена из исправительной тюрьмы Штадельхайм. В том же году умер муж Фриды. В 1920—1922 годах Фрида Рубинер проживала в Вене и работала редактором в венском издании газеты КПГ Die Rote Fahne. В 1922—1924 годах Фрида Рубинер являлась корреспондентом газеты «Инпрекорр» в Москве и состояла на учёте в партячейке ВКП(б) при Исполнительном комитете Коммунистического интернационала. В 1923 году на VIII съезде в Лейпциге была выведена из состава ЦК КПГ. В 1924 году по заданию партии вернулась в Германию и работала редактором газеты Die Rote Fahne. Занималась пропагандистской работой по заданию руководства КПГ. В 1925 году Рубинер стала одним из сооснователей организации коммунистических писателей. С 1928 года возглавляла партийную школу в Дрездене, летом 1929 года по собственному желанию переехала в Советский Союз. С начала 1920-х годов занималась переводами на немецкий язык сочинений Л. Д. Троцкого, Н. И. Бухарина и К. Б. Радека.
Летом 1929 года Рубинер отправилась в поездку по Волге и другим рекам, о чём написала книгу «Великий поток. Неромантическая поездка по Волге», опубликованную в 1930 году. В 1929—1930 годах работала в научном отделе Института Маркса и Энгельса в Москве. Затем работала инструктором отдела массовой агитации ЦК ВКП (б), отвечала за политическую работу среди немецких рабочих. В 1932—1935 годах Фрида Рубинер работала в отделе печати Исполкома Коминтерна, в 1936—1939 годах возглавляла отдел печати советского литературного агентства. В 1939—1941 годах работала редактором в «Издательстве иностранной литературы» в Москве. В 1941—1945 годах Фрида Рубинер работала в 7-м отделе Политуправления РККА руководителем отдела переподготовки немецких военнопленных. По окончании войны работала в издательстве, затем в 1946 году по заданию немецких коммунистов вернулась в Германию.
В июле 1946 года Рубинер была назначена деканом факультета основ марксизма-ленинизма в Высшей партийной школе при ЦК СЕПГ в Либенвальде, позднее в Клайнмахнове. Весной 1948 года выехала на лечение в Москву. В 1950 году Фрида Рубинер вновь оказалась на лечении в Москве после падения с лестницы, затем вернулась в Клайнмахнов, где и умерла. Похоронена на Центральном кладбище Фридрихсфельде.